# 12057 Alfredsturm
12057 Alfredsturm è un asteroide della fascia principale. Scoperto nel 1998, presenta un'orbita caratterizzata da un semiasse maggiore pari a 2,1559175 UA e da un'eccentricità di 0,0519017, inclinata di 2,35585° rispetto all'eclittica.